# Henry Cass
Henry Cass   (Hampstead, 24 de juny de 1902 - Hastings, 15 de març de 1989) va ser un director de cinema britànic, especialment prolífic en dos gèneres antagònics, el cinema de terror i la comèdia. Anteriorment, va treballar com a actor, i també va ser un prolífic director de teatre clàssic a l'Old Vic en la dècada de 1930.

## Biografia
En 1923, Lee DeForest va filmar a Cass per un curtmetratge titulat Henry Cass Demonstration Film, realitzat en el procés de so sobre pel·lícula Phonofilm de DeForest. La pel·lícula es va presentar a la Engineers Society de Nova York el 12 d'abril de 1923 i es va estrenar al Teatre Rivoli de Nova York el 15 d'abril de 1923 amb altres 17 curts de Phonofilms.
Estava casat amb l'actriu Joan Hopkins.

## Filmografia
- Lancashire Luck (1937)
- 29 Acacia Avenue (1945)
- The Glen Is Ours (1946)
- The Glass Mountain (1949)
- No Place for Jennifer (1950)
- Last Holiday (1950)
- Young Wives' Tale (1951)
- Castle in the Air (1952)
- Father's Doing Fine (1952)
- Breakaway (1955)
- Windfall (1955)
- Reluctant Bride (1955)
- No Smoking (1955)
- Bond of Fear (1956)
- High Terrace (1956)
- Professor Tim (1957)
- The Crooked Sky (1957)
- Booby Trap (1957)
- Blood of the Vampire (1958)
- Man Who Couldn't Walk (1960)
- The Hand (1960)
- Boyd's Shop (1960)
- Mr. Brown Comes Down the Hill (1965)
- Give a Dog a Bone (1965) MRA's Westminster Theatre, London
- Happy Deathday (1968) també coautor de l'obra original amb Howard E. Koch el coautor va ser Peter Dunsmore Howard - periodista i líder del moviment MRA 1961 - 1965] MRA's Westminster Theatre, Londres